# Orthotrichum flaccum
Orthotrichum flaccum là một loài rêu trong họ Orthotrichaceae. Loài này được De Not. mô tả khoa học đầu tiên năm 1866.